# اونیشوکسیس
اونیشوکسیس به انگلیسی: Onychauxis نوعی بیماری است که به صورت ناخن‌های ضخیم بدون اینکه تغییر شکل بدهند، ایجاد می‌شود. ضخیم شدن ناخن‌ها ممکن است در اثر تروما، آکرومگالی، بیماری داریر، پسوریازیس یا پیتریازیس روبرا پیلاریس بروز کند یا در برخی موارد به صورت ارثی ظاهر شود.